# جولای نقاب‌دار لوفیرا
جولای نقاب‌دار لوفیرا (نام علمی: Ploceus ruweti) نام یک گونه از سرده جولاها است.